# Chińskie Tajpej na Letnich Igrzyskach Olimpijskich 2016
Chińskie Tajpej na Letnich Igrzyskach Olimpijskich 2016, które odbyły się w Rio de Janeiro reprezentowało 57 zawodników. Zdobyli oni 3 medale: złoty i dwa brązowe, zajmując 50. miejsce w klasyfikacji medalowej.
Był to dziewiąty start reprezentacji Chińskiego Tajpej na letnich igrzyskach olimpijskich. Osiem wcześniejszych startów reprezentacja ta zaliczyła jako Republika Chińska.

## Zdobyte medale
| Medal | Zawodnik                                | Dyscyplina           | Konkurencja              | Rezultat                                                      | Data       |
| ----- | --------------------------------------- | -------------------- | ------------------------ | ------------------------------------------------------------- | ---------- |
| Złoto | Hsu Shu-ching                           | Podnoszenie ciężarów | Waga do 53 kg kobiet     | 212 kg                                                        | 7 sierpnia |
| Brąz  | Le Chien-ying Lin Shih-chia Tan Ya-ting | Łucznictwo           | Turniej drużynowy kobiet | W pojedynku o brązowy medal pokonały reprezentację Włoch 5-3. | 8 sierpnia |
| Brąz  | Kuo Hsing-chun                          | Podnoszenie ciężarów | Waga do 58 kg kobiet     | 231 kg                                                        | 8 sierpnia |

## Reprezentanci

### Badminton
Mężczyźni
| Zawodnik                    | Konkurencja    | Faza grupowa                     | Faza grupowa                      | Faza grupowa                       | Faza grupowa | Eliminacje          | Ćwierćfinał         | Półfinał         | Finał            | Finał   |
| Zawodnik                    | Konkurencja    | Przeciwnik Wynik                 | Przeciwnik Wynik                  | Przeciwnik Wynik                   | Miejsce      | Przeciwnik Wynik    | Przeciwnik Wynik    | Przeciwnik Wynik | Przeciwnik Wynik | Miejsce |
| --------------------------- | -------------- | -------------------------------- | --------------------------------- | ---------------------------------- | ------------ | ------------------- | ------------------- | ---------------- | ---------------- | ------- |
| Chou Tien-chen              | gra pojedyncza | Tan W (21-14, 21-8)              | Zilberman W (21-9, 21-11)         | —                                  | 1. Q         | Hu W (21-10, 21-13) | Lee P (9-21, 15-21) | NQ               | NQ               | NQ      |
| Lee Sheng-mu Tsai Chia-hsin | gra podwójna   | Iwanow/ Sozonow P (11-21, 20-21) | Lee / Voo P (21-18, 13–21, 18-21) | Chau / Serasinghe W (21–14, 21–19) | 3.           | —                   | NQ                  | NQ               | NQ               | NQ      |

Kobiety
| Zawodniczka  | Konkurencja    | Faza grupowa            | Faza grupowa               | Faza grupowa        | Faza grupowa | Eliminacje              | Ćwierćfinał         | Półfinał            | Finał               | Finał   |
| Zawodniczka  | Konkurencja    | Przeciwniczka Wynik     | Przeciwniczka Wynik        | Przeciwniczka Wynik | Miejsce      | Przeciwniczka Wynik     | Przeciwniczka Wynik | Przeciwniczka Wynik | Przeciwniczka Wynik | Miejsce |
| ------------ | -------------- | ----------------------- | -------------------------- | ------------------- | ------------ | ----------------------- | ------------------- | ------------------- | ------------------- | ------- |
| Tai Tzu-ying | gra pojedyncza | Baldauf W (21–11, 21–9) | Pierminowa W (21–12, 21–9) | —                   | 1 Q          | Sindhu P (13-21, 15-21) | NQ                  | NQ                  | NQ                  | NQ      |

### Boks
Mężczyźni
| Zawodnik    | Konkurencja | 1/16             | 1/8              | Ćwierćfinał      | Półfinał         | Finał            | Finał   |
| Zawodnik    | Konkurencja | Przeciwnik Wynik | Przeciwnik Wynik | Przeciwnik Wynik | Przeciwnik Wynik | Przeciwnik Wynik | Miejsce |
| ----------- | ----------- | ---------------- | ---------------- | ---------------- | ---------------- | ---------------- | ------- |
| Lai Chun-en | 60 kg       | Lacruz P 1-2     | NQ               | NQ               | NQ               | NQ               | 17.     |

Kobiety
| Zawodniczka    | Konkurencja | 1/16                | 1/8                 | Ćwierćfinał         | Półfinał            | Finał               | Finał   |
| Zawodniczka    | Konkurencja | Przeciwniczka Wynik | Przeciwniczka Wynik | Przeciwniczka Wynik | Przeciwniczka Wynik | Przeciwniczka Wynik | Miejsce |
| -------------- | ----------- | ------------------- | ------------------- | ------------------- | ------------------- | ------------------- | ------- |
| Chen Nien-chin | 75 kg       | —                   | Jakuszina P 0-3     | NQ                  | NQ                  | NQ                  | 9.      |

### Gimnastyka

#### Gimnastyka sportowa
Mężczyźni
| Zawodnik     | Konkurencja  | Kwalifikacje | Kwalifikacje | Kwalifikacje | Kwalifikacje | Kwalifikacje | Kwalifikacje | Kwalifikacje | Kwalifikacje | Finał    | Finał    | Finał    | Finał    | Finał    | Finał    | Finał | Finał   |
| Zawodnik     | Konkurencja  | Przyrząd     | Przyrząd     | Przyrząd     | Przyrząd     | Przyrząd     | Przyrząd     | Razem        | Miejsce      | Przyrząd | Przyrząd | Przyrząd | Przyrząd | Przyrząd | Przyrząd | Razem | Miejsce |
| Zawodnik     | Konkurencja  | F            | PH           | R            | V            | PB           | HB           | Razem        | Miejsce      | F        | PH       | R        | V        | PB       | HB       | Razem | Miejsce |
| ------------ | ------------ | ------------ | ------------ | ------------ | ------------ | ------------ | ------------ | ------------ | ------------ | -------- | -------- | -------- | -------- | -------- | -------- | ----- | ------- |
| Lee Chih-kai | Koń z łękami | —            | 14.266       | —            | —            | —            | —            | 14.266       | 31.          | NQ       | NQ       | NQ       | NQ       | NQ       | NQ       | —     | —       |

### Golf
| Zawodnik        | Konkurencja | Runda 1 | Runda 2 | Runda 3 | Runda 4 | Razem  | Razem       | Razem   |
| Zawodnik        | Konkurencja | Punkty  | Punkty  | Punkty  | Punkty  | Punkty | Poniżej par | Pozycja |
| --------------- | ----------- | ------- | ------- | ------- | ------- | ------ | ----------- | ------- |
| Lin Wen-tang    | mężczyźni   | 77      | 77      | DNF     | DNF     | 154    | 12          | DNF     |
| Pan Cheng-tsung | mężczyźni   | 69      | 69      | 71      | 74      | 283    | −1          | =30.    |
| Candie Kung     | kobiety     | 67      | 68      | 76      | 75      | 286    | +2          | =31.    |
| Teresa Lu       | kobiety     | 70      | 67      | 73      | 70      | 280    | −4          | =16.    |

### Jeździectwo
| Zawodnik    | Konkurencja         | Runda 1 | Runda 1 | Runda 2 | Runda 2 | Runda 2 | Runda 3 | Runda 3 | Runda 3 | Finał   | Finał   | Finał   | Finał   | Finał   | Finał | Finał |
| Zawodnik    | Konkurencja         | Runda 1 | Runda 1 | Runda 2 | Runda 2 | Runda 2 | Runda 3 | Runda 3 | Runda 3 | Runda A | Runda A | Runda B | Runda B | Runda B | Razem | Razem |
| Zawodnik    | Konkurencja         | Błędy   | Poz.    | Błędy   | Razem   | Poz.    | Błędy   | Razem   | Poz.    | Błędy   | Poz.    | Błędy   | Razem   | Poz.    | Błędy | Poz.  |
| ----------- | ------------------- | ------- | ------- | ------- | ------- | ------- | ------- | ------- | ------- | ------- | ------- | ------- | ------- | ------- | ----- | ----- |
| Isheau Wong | Skoki indywidualnie | 47      | =68.    | NQ      | NQ      | NQ      | NQ      | NQ      | NQ      | NQ      | NQ      | NQ      | NQ      | NQ      | NQ    | NQ    |

### Judo
Mężczyźni
| Zawodnik      | Konkurencja | 1/32                | 1/16              | 1/8              | Ćwierćfinał      | Półfinał         | Repasaż          | Finał/BM         | Finał/BM |
| Zawodnik      | Konkurencja | Przeciwnik Wynik    | Przeciwnik Wynik  | Przeciwnik Wynik | Przeciwnik Wynik | Przeciwnik Wynik | Przeciwnik Wynik | Przeciwnik Wynik | Pozycja  |
| ------------- | ----------- | ------------------- | ----------------- | ---------------- | ---------------- | ---------------- | ---------------- | ---------------- | -------- |
| Tsai Ming-yen | −60 kg      | Sithisane W 111-000 | Gerczew P 000-110 | NQ               | NQ               | NQ               | NQ               | NQ               | NQ       |

Kobiety
| Zawodniczka    | Konkurencja | 1/16                | 1/8                 | Ćwierćfinał         | Półfinał            | Repasaż             | Finał/BM            | Finał/BM |
| Zawodniczka    | Konkurencja | Przeciwniczka Wynik | Przeciwniczka Wynik | Przeciwniczka Wynik | Przeciwniczka Wynik | Przeciwniczka Wynik | Przeciwniczka Wynik | Pozycja  |
| -------------- | ----------- | ------------------- | ------------------- | ------------------- | ------------------- | ------------------- | ------------------- | -------- |
| Lien Chen-ling | −57 kg      | Podolak W 100-000   | Malloy W 000-000 SH | Căprioriu P 000-100 | NQ                  | Karakas W 001-000   | Matsumoto P 001-010 | 5.       |

### Kolarstwo

#### Kolarstwo szosowe
Kobiety
| Zawodniczka     | Konkurencja                | Czas | Miejsce |
| --------------- | -------------------------- | ---- | ------- |
| Huang Ting-ying | wyścig ze startu wspólnego | DNF  | DNF     |

#### Kolarstwo torowe
Kobiety
| Zawodniczka  | Konkurencja | Start lotny | Start lotny | Wyścig punktowy | Wyścig punktowy | Wyścig eliminacyjny | Wyścig na dochodzenie | Wyścig na dochodzenie | Scratch | Wyścig na 1000 m | Wyścig na 1000 m | Suma punktów | Miejsce |
| Zawodniczka  | Konkurencja | Czas        | Punkty      | Punkty          | Miejsce         | Punkty              | Czas                  | Punkty                | Punkty  | Czas             | Punkty           | Suma punktów | Miejsce |
| ------------ | ----------- | ----------- | ----------- | --------------- | --------------- | ------------------- | --------------------- | --------------------- | ------- | ---------------- | ---------------- | ------------ | ------- |
| Hsiao Mei-yu | omnium      | 14.532      | 18          | −20             | 18.             | 16                  | 3:58.713              | 6                     | 16      | 35.636           | 28               | 64           | 17.     |

### Lekkoatletyka
Mężczyźni
| Zawodnik     | Konkurencja        | Eliminacje | Eliminacje | Półfinał | Półfinał | Finał   | Finał   |
| Zawodnik     | Konkurencja        | Wynik      | Miejsce    | Wynik    | Miejsce  | Wynik   | Miejsce |
| ------------ | ------------------ | ---------- | ---------- | -------- | -------- | ------- | ------- |
| Chen Chieh   | 400 m przez płotki | 50,65      | 6.         | NQ       | NQ       | NQ      | NQ      |
| Ho Chin-ping | maraton            | —          | —          | —        | —        | 2:26:00 | 100.    |

| Zawodnik          | Konkurencja    | Kwalifikacje | Kwalifikacje | Finał    | Finał   |
| Zawodnik          | Konkurencja    | Rezultat     | Miejsce      | Rezultat | Miejsce |
| ----------------- | -------------- | ------------ | ------------ | -------- | ------- |
| Hsiang Chun-hsien | Skok wzwyż     | 2,17         | 35.          | NQ       | NQ      |
| Huang Shih-feng   | Rzut oszczepem | 74,33        | 16.          | NQ       | NQ      |

Kobiety
| Zawodniczka    | Konkurencja | Eliminacje | Eliminacje | Półfinał | Półfinał | Finał   | Finał   |
| Zawodniczka    | Konkurencja | Wynik      | Miejsce    | Wynik    | Miejsce  | Wynik   | Miejsce |
| -------------- | ----------- | ---------- | ---------- | -------- | -------- | ------- | ------- |
| Chen Yu-hsuan  | maraton     | —          | —          | —        | —        | 3:09:13 | 127.    |
| Hsieh Chien-ho | maraton     | —          | —          | —        | —        | 2:54:18 | 113.    |

### Łucznictwo
Mężczyźni
| Zawodnik                                  | Konkurencja   | Runda rankingowa | Runda rankingowa | 1/32             | 1/16             | 1/8              | Ćwierćfinał      | Półfinał         | Finał            | Finał   |
| Zawodnik                                  | Konkurencja   | Punkty           | Rozstawienie     | Przeciwnik Wynik | Przeciwnik Wynik | Przeciwnik Wynik | Przeciwnik Wynik | Przeciwnik Wynik | Przeciwnik Wynik | Pozycja |
| ----------------------------------------- | ------------- | ---------------- | ---------------- | ---------------- | ---------------- | ---------------- | ---------------- | ---------------- | ---------------- | ------- |
| Kao Hao-wen                               | indywidualnie | 661              | 30.              | Fernández P 0-6  | NQ               | NQ               | NQ               | NQ               | NQ               | NQ      |
| Wei Chun-heng                             | indywidualnie | 679              | 9.               | Elder W 6-0      | Thamwong P 5-6   | NQ               | NQ               | NQ               | NQ               | NQ      |
| Yu Guan-lin                               | indywidualnie | 655              | 39.              | Nesteng P 5-6    | NQ               | NQ               | NQ               | NQ               | NQ               | NQ      |
| Kao Hao-wen Wei Chun-heng Wang Cheng-pang | drużynowo     | 1995             | 7.               | —                | —                | Indonezja P 2-6  | NQ               | NQ               | NQ               | NQ      |

Kobiety
| Zawodniczka                             | Konkurencja   | Runda rankingowa | Runda rankingowa | 1/32                | 1/16                | 1/8                 | Ćwierćfinał         | Półfinał               | Finał               | Finał   |
| Zawodniczka                             | Konkurencja   | Punkty           | Rozstawienie     | Przeciwniczka Wynik | Przeciwniczka Wynik | Przeciwniczka Wynik | Przeciwniczka Wynik | Przeciwniczka Wynik    | Przeciwniczka Wynik | Pozycja |
| --------------------------------------- | ------------- | ---------------- | ---------------- | ------------------- | ------------------- | ------------------- | ------------------- | ---------------------- | ------------------- | ------- |
| Le Chien-ying                           | indywidualnie | 625              | 33.              | Martín W 6-2        | Choi P 2-6          | NQ                  | NQ                  | NQ                     | NQ                  | NQ      |
| Lin Shih-chia                           | indywidualnie | 651              | 9.               | Mansour W 6-0       | Laishram P 2-6      | NQ                  | NQ                  | NQ                     | NQ                  | NQ      |
| Tan Ya-ting                             | indywidualnie | 656              | 4.               | Picard W 7-1        | Pavlova W 6-0       | Kumari W 6-0        | Unruh P 5-6         | NQ                     | NQ                  | NQ      |
| Le Chien-ying Lin Shih-chia Tan Ya-ting | drużynowo     | 1932             | 4.               | —                   | —                   | BYE                 | Meksyk W 5-4        | Korea Południowa P 1-5 | Włochy W 5-3        | brąz    |

### Pływanie
Mężczyźni
| Zawodnik      | Konkurencja      | Eliminacje | Eliminacje | Półfinał | Półfinał | Finał | Finał   |
| Zawodnik      | Konkurencja      | Czas       | Miejsce    | Czas     | Miejsce  | Czas  | Miejsce |
| ------------- | ---------------- | ---------- | ---------- | -------- | -------- | ----- | ------- |
| Lee Hsuan-yen | 200 m klasycznym | 2:14,84    | 34.        | NQ       | NQ       | NQ    | NQ      |

Kobiety
| Zawodniczka | Konkurencja   | Eliminacje | Eliminacje | Półfinał | Półfinał | Finał | Finał   |
| Zawodniczka | Konkurencja   | Czas       | Miejsce    | Czas     | Miejsce  | Czas  | Miejsce |
| ----------- | ------------- | ---------- | ---------- | -------- | -------- | ----- | ------- |
| Lin Pei-wun | 50 m dowolnym | 26,41      | 49.        | NQ       | NQ       | NQ    | NQ      |

### Podnoszenie ciężarów
Mężczyźni
| Zawodnik        | Konkurencja  | Rwanie | Rwanie  | Podrzut | Podrzut | Razem | Pozycja |
| Zawodnik        | Konkurencja  | Wynik  | Pozycja | Wynik   | Pozycja | Razem | Pozycja |
| --------------- | ------------ | ------ | ------- | ------- | ------- | ----- | ------- |
| Tan Chi-chung   | do 56 kg     | 110    | 14.     | 138     | 11.     | 248   | 12.     |
| Pan Chien-hung  | do 69 kg     | 136    | 19.     | 160     | 18.     | 296   | 18.     |
| Chen Shih-chieh | ponad 105 kg | 185    | 10.     | 235     | DNF     | DNF   | DNF     |

Kobiety
| Zawodniczka    | Konkurencja | Rwanie | Rwanie  | Podrzut | Podrzut | Razem | Pozycja |
| Zawodniczka    | Konkurencja | Wynik  | Pozycja | Wynik   | Pozycja | Razem | Pozycja |
| -------------- | ----------- | ------ | ------- | ------- | ------- | ----- | ------- |
| Chen Wei-ling  | do 48 kg    | 81     | 7.      | 100     | 6.      | 181   | 7.      |
| Hsu Shu-ching  | do 53 kg    | 100    | 2.      | 112     | 1.      | 212   | złoto   |
| Kuo Hsing-chun | do 58 kg    | 102    | 3.      | 129     | 3.      | 231   | brąz    |

### Strzelectwo
Mężczyźni
| Zawodnik    | Konkurencja | Kwalifikacje | Kwalifikacje | Półfinał | Półfinał | Finał  | Finał   |
| Zawodnik    | Konkurencja | Punkty       | Miejsce      | Punkty   | Miejsce  | Punkty | Miejsce |
| ----------- | ----------- | ------------ | ------------ | -------- | -------- | ------ | ------- |
| Yang Kun-pi | trap        | 110          | 25.          | NQ       | NQ       | NQ     | NQ      |

Kobiety
| Zawodniczka  | Konkurencja                | Kwalifikacje | Kwalifikacje | Półfinał | Półfinał | Finał  | Finał   |
| Zawodniczka  | Konkurencja                | Punkty       | Miejsce      | Punkty   | Miejsce  | Punkty | Miejsce |
| ------------ | -------------------------- | ------------ | ------------ | -------- | -------- | ------ | ------- |
| Lin Yi-chun  | trap                       | 62           | 17.          | NQ       | NQ       | NQ     | NQ      |
| Wu Chia-ying | pistolet sportowy 25 m     | 572          | 27.          | NQ       | NQ       | NQ     | NQ      |
| Wu Chia-ying | pistolet pneumatyczny 10 m | 380          | 19.          | —        | —        | NQ     | NQ      |
| Yu Ai-wen    | pistolet sportowy 25 m     | 577          | 18.          | NQ       | NQ       | NQ     | NQ      |
| Yu Ai-wen    | pistolet pneumatyczny 10 m | 378          | 31.          | —        | —        | NQ     | NQ      |

### Taekwondo
Mężczyźni
| Zawodnik     | Konkurencja | 1/8               | Ćwierćfinał       | Półfinał          | Repasaż           | Finał/BM          | Finał/BM |
| Zawodnik     | Konkurencja | Przeciwnicy Wynik | Przeciwnicy Wynik | Przeciwnicy Wynik | Przeciwnicy Wynik | Przeciwnicy Wynik | Pozycja  |
| ------------ | ----------- | ----------------- | ----------------- | ----------------- | ----------------- | ----------------- | -------- |
| Liu Wei-ting | do 80 kg    | Cook W 14-2       | Oueslati P 0-1    | NQ                | NQ                | NQ                | NQ       |

Kobiety
| Zawodnicy        | Konkurencja | 1/8               | Ćwierćfinał       | Półfinał          | Repasaż           | Finał/BM          | Finał/BM |
| Zawodnicy        | Konkurencja | Przeciwnicy Wynik | Przeciwnicy Wynik | Przeciwnicy Wynik | Przeciwnicy Wynik | Przeciwnicy Wynik | Pozycja  |
| ---------------- | ----------- | ----------------- | ----------------- | ----------------- | ----------------- | ----------------- | -------- |
| Huang Huai-hsuan | do 49 kg    | Wu P 1-10         | NQ                | NQ                | NQ                | NQ                | NQ       |
| Chuang Chia-chia | do 67 kg    | Deniz W 16-2      | Oh P 9-21         | —                 | Pagnotta W 4-1    | Tatar P 3-7       | 5.       |

### Tenis stołowy
Mężczyźni
| Zawodnik                                         | Konkurencja       | Eliminacje       | Runda 1          | Runda 2                                       | Runda 3                                | Runda 4          | Ćwierćfinały     | Półfinały        | Finał            | Finał   |
| Zawodnik                                         | Konkurencja       | Przeciwnik Wynik | Przeciwnik Wynik | Przeciwnik Wynik                              | Przeciwnik Wynik                       | Przeciwnik Wynik | Przeciwnik Wynik | Przeciwnik Wynik | Przeciwnik Wynik | Pozycja |
| ------------------------------------------------ | ----------------- | ---------------- | ---------------- | --------------------------------------------- | -------------------------------------- | ---------------- | ---------------- | ---------------- | ---------------- | ------- |
| Chen Chien-an                                    | singel            | BYE              | BYE              | He W 4–2 (11:3, 11:9, 9:11, 11:8, 8:11, 11:9) | Zhang P 0-4 (5:11, 11:13, 10:12, 7:11) | NQ               | NQ               | NQ               | NQ               | NQ      |
| Chuang Chih-yuan                                 | singel            | BYE              | BYE              | BYE                                           | Aruna P 0-4 (6:11, 10:12, 6:11, 7:11)  | NQ               | NQ               | NQ               | NQ               | NQ      |
| Chen Chien-an Chuang Chih-yuan Chiang Hung-chieh | turniej drużynowy | —                | —                | —                                             | —                                      | Niemcy · P 1-3   | NQ               | NQ               | NQ               | NQ      |

Kobiety
| Zawodniczka                            | Konkurencja       | Eliminacje          | Runda 1             | Runda 2                                                | Runda 3                                                    | Runda 4                                                  | Ćwierćfinały                      | Półfinały           | Finał               | Finał   |
| Zawodniczka                            | Konkurencja       | Przeciwniczka Wynik | Przeciwniczka Wynik | Przeciwniczka Wynik                                    | Przeciwniczka Wynik                                        | Przeciwniczka Wynik                                      | Przeciwniczka Wynik               | Przeciwniczka Wynik | Przeciwniczka Wynik | Pozycja |
| -------------------------------------- | ----------------- | ------------------- | ------------------- | ------------------------------------------------------ | ---------------------------------------------------------- | -------------------------------------------------------- | --------------------------------- | ------------------- | ------------------- | ------- |
| Chen Szu-yu                            | singel            | BYE                 | BYE                 | Privalova W 4-2 (13:15, 9:11, 11:7, 13:11, 11:5, 11:5) | Hu W 4-0 (10:12, 6:11, 7:11, 8:11)                         | Kim S-i P 2-4 (2:11, 6:11, 12:10, 11:8, 9:11, 9:11)      | NQ                                | NQ                  | NQ                  | NQ      |
| Cheng I-ching                          | singel            | BYE                 | BYE                 | BYE                                                    | Pawłowicz W 4-3 (7:11, 11:9, 11:7, 11:9, 8:11, 7:11, 11:2) | Seo H-w W 4-3 (11:5, 11:9, 11:3, 4:11, 5:11, 9:11, 11;7) | Li P 0-4 (5:11, 5:11, 6:11, 6:11) | NQ                  | NQ                  | NQ      |
| Chen Szu-yu Cheng I-ching Huang Yi-hua | turniej drużynowy | —                   | —                   | —                                                      | —                                                          | Hongkong · P 1-3                                         | NQ                                | NQ                  | NQ                  | NQ      |

### Tenis ziemny
Mężczyźni
| Zawodnik    | Konkurencja    | 1/32                      | 1/16             | 1/8              | Ćwierćfinały     | Półfinały        | Finał            | Finał   |
| Zawodnik    | Konkurencja    | Przeciwnik Wynik          | Przeciwnik Wynik | Przeciwnik Wynik | Przeciwnik Wynik | Przeciwnik Wynik | Przeciwnik Wynik | Pozycja |
| ----------- | -------------- | ------------------------- | ---------------- | ---------------- | ---------------- | ---------------- | ---------------- | ------- |
| Lu Yen-hsun | gra pojedyncza | Lorenzi P (6:3, 3:6, 4:6) | NQ               | NQ               | NQ               | NQ               | NQ               | NQ      |

Kobiety
| Zawodniczka                  | Konkurencja  | 1/32                | 1/16                             | 1/8                            | Ćwierćfinały                   | Półfinały           | Finał               | Finał   |
| Zawodniczka                  | Konkurencja  | Przeciwniczka Wynik | Przeciwniczka Wynik              | Przeciwniczka Wynik            | Przeciwniczka Wynik            | Przeciwniczka Wynik | Przeciwniczka Wynik | Pozycja |
| ---------------------------- | ------------ | ------------------- | -------------------------------- | ------------------------------ | ------------------------------ | ------------------- | ------------------- | ------- |
| Chan Hao-ching Chan Yung-jan | gra podwójna | —                   | Begu Niculescu W (5:7, 6:4, 6:3) | Konta Watson W (3:6, 6:0, 6:4) | Bacsinszky Hingis P (3:6, 0:6) | NQ                  | NQ                  | NQ      |

### Wioślarstwo
Kobiety
| Zawodnik      | Konkurencja | Eliminacje | Eliminacje | Repasaże | Repasaże | Ćwierćfinał | Ćwierćfinał | Półfinał | Półfinał | Finał   | Finał   | Pozycja |
| Zawodnik      | Konkurencja | Czas       | Miejsce    | Czas     | Miejsce  | Czas        | Miejsce     | Czas     | Miejsce  | Czas    | Miejsce | Pozycja |
| ------------- | ----------- | ---------- | ---------- | -------- | -------- | ----------- | ----------- | -------- | -------- | ------- | ------- | ------- |
| Huang Yi-ting | jedynka     | 8:51,74    | 4. R       | 8:01,27  | 3. P E/F | BYE         | BYE         | 8:38,21  | 1. F E   | 8:34,53 | 1.      | 25.     |

### Zapasy
Kobiety
| Zawodniczka   | Konkurencja | 1/16                | 1/8                 | Ćwierćfinał         | Półfinał            | Repesaż 1           | Repesaż 2           | Finał/BM            | Finał/BM |
| Zawodniczka   | Konkurencja | Przeciwniczka Wynik | Przeciwniczka Wynik | Przeciwniczka Wynik | Przeciwniczka Wynik | Przeciwniczka Wynik | Przeciwniczka Wynik | Przeciwniczka Wynik | Pozycja  |
| ------------- | ----------- | ------------------- | ------------------- | ------------------- | ------------------- | ------------------- | ------------------- | ------------------- | -------- |
| Chen Wen-ling | −69 kg      | Nasanburmaa P 0-5   | NQ                  | NQ                  | NQ                  | NQ                  | NQ                  | NQ                  | 15.      |

### Żeglarstwo
Mężczyźni
| Zawodnik  | Konkurencja | Wyścig | Wyścig | Wyścig | Wyścig | Wyścig | Wyścig | Wyścig | Wyścig | Wyścig | Wyścig | Wyścig | Wyścig | Wyścig | Punkty | Finałowa pozycja |
| Zawodnik  | Konkurencja | 1      | 2      | 3      | 4      | 5      | 6      | 7      | 8      | 9      | 10     | 11     | 12     | M      | Punkty | Finałowa pozycja |
| --------- | ----------- | ------ | ------ | ------ | ------ | ------ | ------ | ------ | ------ | ------ | ------ | ------ | ------ | ------ | ------ | ---------------- |
| Chang Hao | RS:X        | 34     | 34     | 31     | 27     | 37 DNF | 34     | 35     | 37 DNF | 31     | 28     | 27     | 28     | NQ     | 346    | 32.              |